# Мозли (регбийный клуб)
«Мозли Рагби Футбол Клаб» (англ. Moseley Rugby Football Club) — английский регбийный клуб из Бирмингема (район Биллсли Коммон), выступающий во второй по силе лиге страны, Чемпионшипе. Команда является историческим лидером бирмингемского регби. Трижды клуб достигал финала Англо-валлийского кубка (конец 70-х и начало 80-х годов XX века).
Регбисты долгое время играли на стадионе «Реддингс», однако переход клуба к профессиональному статусу и последовавшие финансовые затруднения вынудили руководство продать землю, принадлежавшую «Мозли» 125 лет. Выступления на стадионе Бирмингемского университета продолжались пять лет и не ознаменовались какими-либо достижениями. Команда выбыла в Национальную лигу 2, и с 2005 года принимала гостей на «Биллсли Коммон». В 2006 году состоялось возвращение в первую Национальную лигу. В 2009 году «Мозли» завоевал первый трофей за 27 лет: в финале ЭДФ Энерджи Трофи на «Туикенем» команда обыграла «Лидс» (23:18).

## Достижения

### Мужская команда
- Англо-валлийский кубок
  - Победитель: 1973, 1977
- ЭДФ Энерджи Трофи
  - Победитель: 1982 (разделённая победа), 2009
  - Финалист: 1972, 1979
- Национальный дивизион 2
  - Победитель: 2006

### Женская команда
- Мидлендс 1
  - Победитель: 2009
- Мидлендс 2 (Запад)
  - Победитель: 2008

## Известные игроки
| - Оливер Аткинсон - Э. Бэйкер - У. Л. Бантинг - Ф. А. Бирн - Дж. Ф. Бирн - Эл Черрон - Р. Х. Б. Кэттелл - Дж. Дж. Купер - Мартин Купер - Барри Корлесс - Майк Кулмэн - Питер Крэнмер - Лес Касуорт - Сэм Добл - А. Л. Доусон | - Гай Эверс - К. Фэган - Кит Филдинг - Дж. Ф. Финлан - Т. Дж. Гевин - П. М. Хэйл - А. Р. А. Хили - Саймон Ходжкинсон - Найджел Хортон - Х. Д. Хёрли - Ник Дживонс - Марк Линнетт - Колин Макфедьин - Йен Меткэлф | - Стив Мур - Стим Оджомо - Дэрраг О’Мэхони - Питер Роббинс - Ален Ролланд - Джон Роджерс - К. Х .Шоу - Йен Смит - Майк Тиг - Виктор Убогу - Ян Вебстер - Б. Дж. Уайтмэн - Энди Уильямс - Кевин Вираковски |  |